# Cementerio Nacional de Daejeon
El Cementerio Nacional de Daejeon (en coreano: 국립대전현충원; RR:  Gukrip Daejeon Hyeonchungwon) está ubicado en Hyeonchungwon-ro, Yuseong-gu, Daejeon, Corea del Sur. Es el segundo cementerio nacional de Corea del Sur después del Cementerio nacional de Seúl y está supervisado por el Ministerio de Asuntos de Patriotas y Veteranos.
El cementerio está reservado para los veteranos coreanos, incluidos los que murieron en el Movimiento de Independencia de Corea, la Guerra de Corea, la Guerra de Vietnam y los enfrentamientos posteriores a la Guerra de Corea con Corea del Norte.

## Historia
Cuando el Cementerio Nacional de Seúl estaba alcanzando su capacidad a principios de la década de 1970, el 16 de diciembre de 1974, el entonces presidente Park Chung-hee ordenó que comenzaran las investigaciones para el establecimiento de un nuevo sitio de cementerio nacional. El sitio de Daejeon fue seleccionado el 14 de abril de 1976. La construcción del cementerio comenzó el 1 de abril de 1979 y el primer entierro tuvo lugar el 27 de agosto de 1982. El cementerio fue inaugurado oficialmente el 13 de noviembre de 1985.
El cementerio cubre un área de 3 300 150 m² y las instalaciones incluyen una torre conmemorativa y una puerta conmemorativa, el Centro de Exposiciones Espíritu Patriótico, un espacio de exhibición al aire libre, fuentes, estatuas, esculturas, pabellones y Hyeonchungji, un estanque artificial con la forma de la península de Corea.
El Cementerio Nacional de Daejeon permite el acceso al público.

## Personas con derecho de uso
- El Presidente de la República y el presidente de la Asamblea Nacional
- Presidente del Tribunal Supremo o Presidente del Tribunal Constitucional
- Las personas fallecidas con formación patriótica de conformidad con el artículo 4 de la Ley de Honorabilidad a los Beneficiarios Independientes.

## Entierros notables
- Sohn Kee-chung (1912-2002), primer coreano en ganar una medalla en los Juegos Olímpicos
- Hwang Jang-yop (1923-2010), político norcoreano de más alto rango que desertó a Corea del Sur en 1997
- Choi Kyu-hah (1919-2006), cuarto presidente de Corea del Sur
  - Hong Gi (1916-2004), esposa del expresidente Choi
- Lee Jong-wook (1945-2006), director general de la Organización Mundial de la Salud
- Shin Hyun-joon (1915–2007), primer comandante de la Infantería de Marina de la República de Corea
- Los 46 tripulantes muertos en el hundimiento del ROKS Cheonan de 2010
- Hasa (sargento) Seo Jeong-wu e Ilbyeong (cabo de lanza) Moon Gwang-wuk, ambos infantes de marina de Corea del Sur, muertos en el bombardeo de Yeonpyeong en 2010
- Lho Shin-yong (1930-2019), primer ministro de Corea del Sur entre 1985 y 1987
- Paik Sun-yup (1920-2020), primer general de cuatro estrellas en la historia del ejército de Corea del Sur
- Hong Beom-do (1868-1943), general y activista de la independencia cuyos restos fueron repatriados en 2021 desde Kazajistán